# Stefan Rucker

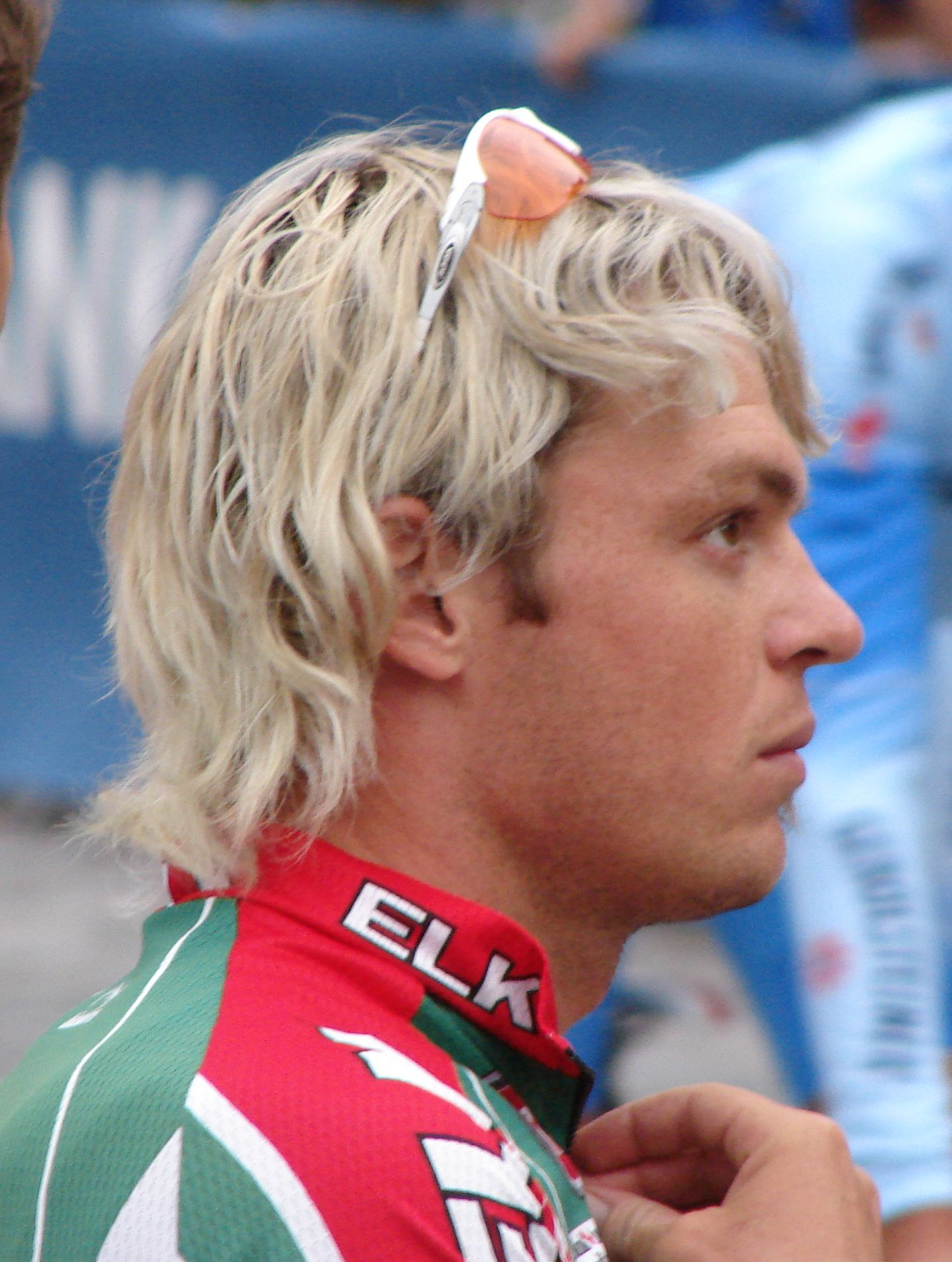
Stefan Rucker im August 2007

Stefan Rucker (* 20. Januar 1980 in Judenburg) ist ein österreichischer Radrennfahrer in den Disziplinen Straßenradsport und Mountainbike.

## Leben
Stefan Rucker wurde 2001 bei den österreichischen U23-Meisterschaften Zweiter und schloss sich 2002 bei dem österreichischen Radsportteam Elk Haus-Sportunion Schrems an. Im Jahr 2002 wurde bei einem Dopingtest in Ruckers Urin die Substanz Pseudoephedrin nachgewiesen. Rucker wurde daraufhin wegen „grober Fahrlässigkeit im Umgang mit Medikamenten“ für sechs Monate gesperrt. Seinen einzigen internationalen Erfolg im Straßenradsport erzielte er 2007 auf einer Etappe der Tour Ivoirien de la Paix. 2010 wurde Rucker österreichischer Bergmeister. Außerdem beteiligte er sich mehrmals erfolgreich am Mountainbike-Etappenrennen Crocodile Trophy.

## Erfolge
2001
- Österreichische Straßenmeisterschaft (U23)

2002
- Kirschblütenrennen Wels

2006
- vier Etappen und Punktewertung Crocodile Trophy

2007
- drei Etappen Crocodile Trophy

2008
- eine Etappe Tour Ivoirien de la Paix

2010
- Österreichische Bergmeisterschaft

2012
- Kirschblütenrennen Wels
- Mannschaftszeitfahren Tour of Szeklerland

## Teams
- 2002–2009 Elk Haus-Simplon
- 2011 WSA-Viperbike Kärnten
- 2012 RC ARBÖ Gourmetfein Wels
- 2013 Gourmetfein Simplon (bis 31.07.)